# Seznam generalov Oboroženih sil Bosne in Hercegovine
Seznam generalov Oboroženih sil Bosne in Hercegovine. (Glej tudi seznam bosansko-hercegovskih generalov)

## A
- Mehmed Alagić

## D
- Rasim Delić (1949 - 2010), armadni general, komandant Generalštaba Armade BiH
- Jovan Divjak (branitelj Sarajeva)
- Atif Dudaković

## F
- Sakib Forić

## G
- Mirsad Gutić

## H
- Enver Hadžihasanović
- Sefer Halilović
- Enes Husejnović

## J
- Anto Jeleč
- Ivica Jerkić

## M
- Senad Mašović
- Miladin Milojčić

## N
- (Izet Nanić - ?)
- Stamenko Novaković

## O
- (Naser Orić - ?)

## P
- Arif Pašalić
- Rizvo Pleh
- Slavko Puljić

## S
- Halil Seferović ?
- Marko Stojčić
- Edin Subašić

## Š
- Stjepan Šiber

## T
- Mirko Tepšić

## V
- Dragan Vuković